# Шрайвер, Лорен Джеймс
Ло́рен Джеймс Шра́йвер (англ. Loren James Shriver; род. 1944, Джефферсон, Айова) — астронавт США. Совершил три космических полёта на шаттлах в качестве пилота: STS-51C (1985) «Дискавери», и в качестве командира корабля: STS-31 (1990) «Дискавери» и STS-46 (1992) «Атлантис», полковник.

## Рождение и образование

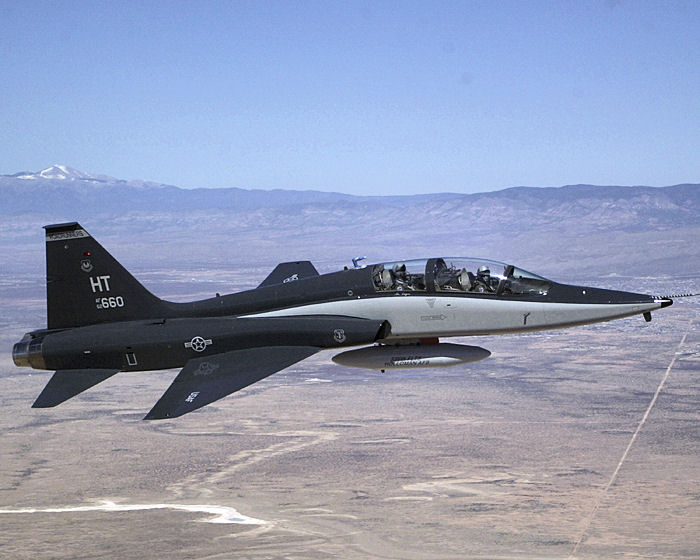
T-38 в полете.

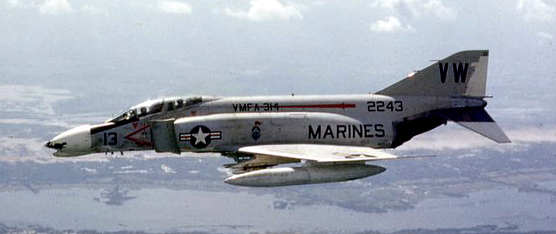
F-4 в полете.

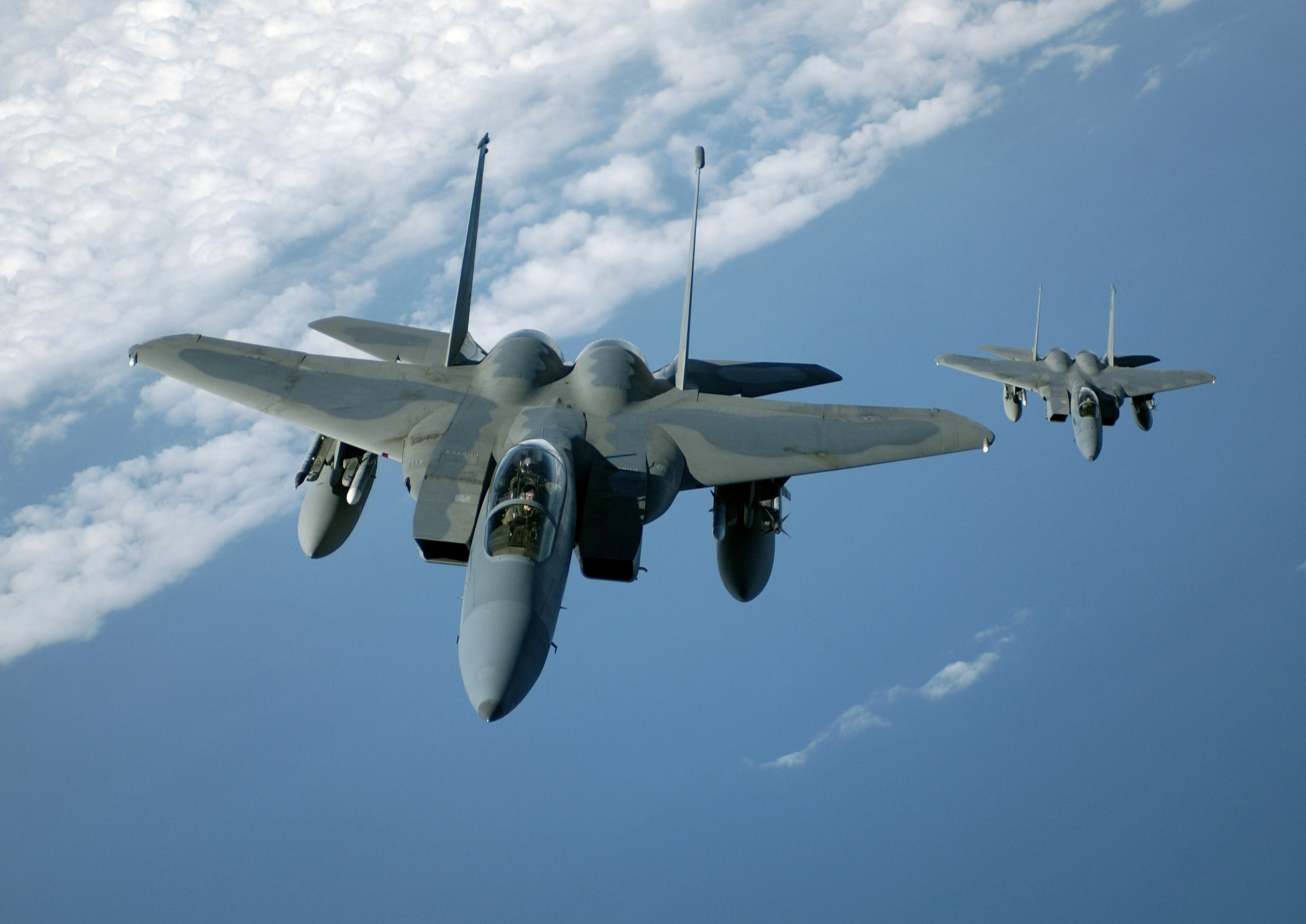
F-15 в полете.

Родился 23 сентября 1944 года в городе Джефферсон, штат Айова, но своим родным считает город Патон того же штата, где в 1962 году окончил среднюю школу. В 1967 году окончил Военно-воздушную академию США и получил степень бакалавра астронавтики. В 1968 году в Университете Пердью получил степень магистра астронавтики.

## До полёта
С 1969 по 1973 год служил пилотом-инструктором Т-38 на базе ВВС Вэнс в штате Оклахома. В 1973 году прошел переподготовку на F-4 на базе ВВС Хомстид в штате Флорида, и по завершении её был направлен в Таиланд, где служил до октября 1974 года. В 1975 году прошел подготовку в Школе лётчиков-испытателей ВВС США на базе ВВС Эдвардс в Калифорнии. Затем служил лётчиком-испытателем в 6512-й испытательной эскадрилье на базе Эдвардс. В 1976 году был включён в группу проведения совместных испытаний истребителя F-15. Участвовал также в доводочных испытаниях и оценке использования головного самолёта Т-38. Окончил также Школу офицеров эскадрильи ВВС и заочно окончил Командно-штабной колледж ВВС. Общий налёт составляет более 5 000 часов на 30 типах ЛА. Имеет лицензию пилота гражданской авиации и пилота планера. Автор 6-и отчётов по техническим вопросам испытаний F-15 и T-38. Воинские звания: капитан ВВС (в 1978 году), полковник ВВС (в отставке).

## Космическая подготовка
16 января 1978 года был зачислен в отряд астронавтов НАСА во время 8-го набора. Прошел Курс Общекосмической подготовки (ОКП) и в августе 1979 года был зачислен в Отдел астронавтов в качестве пилота. В 1982 году был назначен пилотом шаттла «Челленджер» STS-10 (первый полет по программе Пентагона), но полёт был отменён.

## Космический полёт
- Первый полёт — STS-51C[3], шаттл «Дискавери». C 24 по 27 января 1985 года в качестве пилота. Продолжительность полёта составила 3 суток 1 час 34 минуты[4].
- Второй полёт — STS-31[5], шаттл «Дискавери». C 24 по 29 апреля 1990 года в качестве командира корабля. В рамках полёта осуществлен ремонт телескопа Хаббл. Продолжительность полёта составила 5 суток 1 час 17 минут[6].
- Третий полёт — STS-46[7], шаттл «Атлантис». C 31 июля по 8 августа 1992 года в качестве командира корабля. Продолжительность полёта составила 7 суток 23 часа 16 минут[8].

Общая продолжительность полётов в космос — 16 суток 2 часа 7 минут. Ушёл из отряда астронавтов 30 ноября 1992 года.

## После полётов
С мая 1993 по август 1997 года работал руководителем программы «Спейс шаттл» по комплексу пускового оборудования.
В августе 1997 года был назначен заместителем директора Космического центра имени Кеннеди по вопросам предпусковой подготовки и сборки полезной нагрузки. Уволился из НАСА 31 марта 2000 года.

## Награды и премии
Награждён: Крест лётных заслуг (США), Медаль «За отличную службу» (США), Медаль «За похвальную службу» (США), Медаль похвальной службы (США), Медаль «За выдающееся лидерство», Медаль «За космический полёт» (1985, 1990 и 1992), его имя внесено в Зал славы астронавтов.

## Семья
Жена — Сьюзен Дайан Хэйн, дети: дочь — Камилла Мэри (род 15.07.1969), дочь — Мелинда Сью (род. 27.09.1970), сын — Джеред Лорен (род. 19.12.1973), дочь — Ребекка Хейн (род. 24.01.1977). Увлечения: софтбол, бег, туристические походы и плавание под парусом.